# Matwei Wassiljewitsch Sacharow

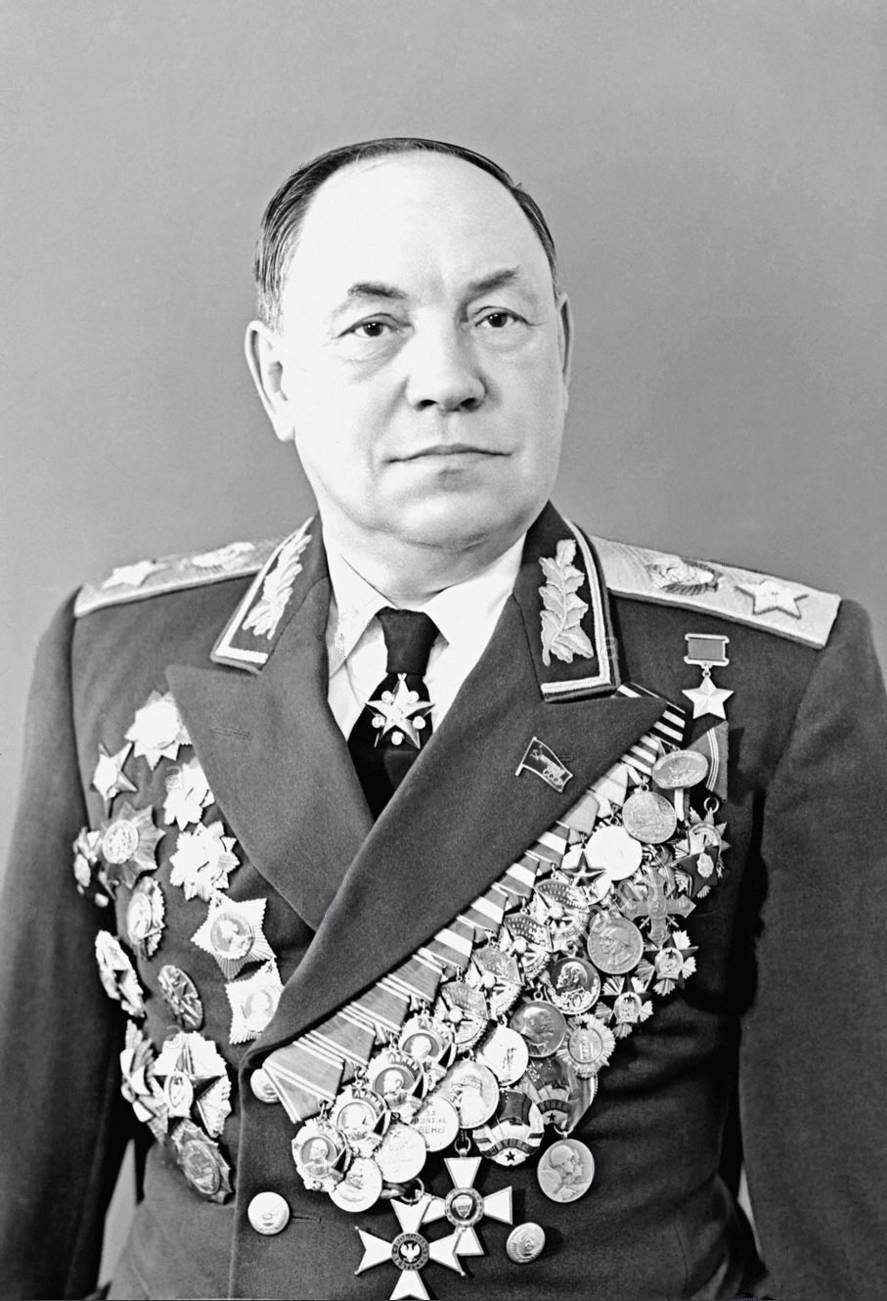
Marschall der Sowjetunion Matwei Wassiljewitsch Sacharow

Matwei Wassiljewitsch Sacharow (russisch Матвей Васильевич Захаров, wiss. Transliteration Matvej Vasil'evič Zacharov; * 5. Augustjul. / 17. August 1898greg. in Woilowo bei Stariza, Gouvernement Twer, Russisches Reich; † 31. Januar 1972 in Moskau) war Chef des sowjetischen Generalstabes und Marschall der Sowjetunion.

## Leben
Sacharow wurde als das jüngste von sechs Kindern einer einfachen Bauernfamilie geboren. Trotz seiner Erziehung durch den Dorfpriester stand er der Religion kritisch gegenüber, war aber sonst ein Musterschüler. 1913 folgte er seinem älteren Bruder nach Moskau und arbeitet dort zunächst als Werftarbeiter. Nach Firmenwechsel wegen politischer Agitation entlassen, wurde er 1916 zum Anhänger der Bolschewiki, trat 1917 in Petrograd bei den Roten Garden ein und nahm am Sturm des Winterpalastes teil. 1918 wurde er in die Rote Armee aufgenommen und zunächst auf die Artillerieschule geschickt. Anschließend diente er im Bürgerkrieg als Batteriekommandant. 1919 erlebte er seine Feuertaufe bei der Januaroffensive gegen die Weiße Armee. Er bewährte sich und bekam das Kommando über eine Kampfgruppe.
Ein kurzer Kurs an der Stabsakademie in Moskau brachte 1919 seine besondere Eignung für den Stabsdienst ans Licht, die er gleich anschließend im Stab einer Brigade bei den Kämpfen um Zarizyn unter Beweis stellen konnte. Bei weiteren Einsätzen am Schwarzen Meer und im Nordkaukasus lernte er die „Tsaritsyngruppe“, kennen, eine verschworene Clique von Abenteurern, denen unter anderem Stalin und die späteren Marschälle der Sowjetunion Budjonny und Woroschilow angehörten.
Nach Ende des Bürgerkrieges war Sacharow in Stabsfunktionen tätig, bis er 1925 zum Generalstabskurs an die Militärakademie „M.W. Frunse“ abkommandiert wurde. Dort lernte er Rodion Malinowski kennen und kehrte nach drei Jahren mit einer ausgezeichneten Beurteilung wieder zur Truppe zurück. Zunächst diente er im Stab des weißrussischen Militärbezirkes unter Jegorow und Uborewitsch. Nach einer kurzen Kommandoführung bei einem Schützenregiment der 8. Schützendivision wurde er erneut an die Frunse-Akademie berufen, um am ersten Kurs der neuen Militärakademie des Generalstabes der Streitkräfte der UdSSR „K.J. Woroschilow“ teilzunehmen, eine Institution, die sich als wertvolles Gegengewicht zu den nicht mehr zeitgemäßen Vorstellungen eines Budjonny und Woroschilow, denen Stalin fachlich vertraute, entwickelte. Von 1937 bis Kriegsbeginn diente Sacharow in mehreren Stäben, wobei die wertvollste Verwendung jene im Generalstab unter Schaposchnikow war. Nach dem Beginn des Krieges gegen Deutschland wurde Sacharow am 10. Juli 1941 zum Stabschef der Nordwestfront ernannt, kam im August wieder in den Generalstab zurück, konnte jedoch auf eigenen Wunsch bald zur Truppe zurückkehren. Bei verschiedenen Fronten zunächst in der Versorgungsführung eingesetzt, arbeitete er 1945 unter Malinowski als Stabschef und führte mit diesem auch die Sowjetische Invasion der Mandschurei unter der Gesamtführung von Wassilewski.
Im September 1945 kehrte Sacharow nach Moskau zurück, wo er die nach dem Tod Schaposchnikows verwaiste Militärakademie des Generalstabes der Streitkräfte der UdSSR „K.J. Woroschilow“ übernahm. Während der vier Jahre seiner Tätigkeit richtete er Lehrpersonal und Lehrpläne auf die sich geänderten Kampfformen aus und erhielt den Titel Professor. In den folgenden acht Jahren war er als Chef der Ausbildung im Generalstab, als Generalinspekteur der Armee sowie als Kommandant des Leningrader Militärbezirks tätig. Von Chruschtschow zunächst geschätzt, wurde er 1955 Verteidigungsminister. 1957 übernahm er das Kommando über die Gruppe der Sowjetischen Streitkräfte in Deutschland (GSSD) und wurde 1959 Marschall der Sowjetunion. 1960 folgte er Sokolowski als Generalstabschef und arbeitete gemeinsam mit Malinowski an der Verkleinerung und Modernisierung der Streitkräfte. Chruschtschows abenteuerliche Kubapolitik wurde von Sacharow kritisch kommentiert, was zur Abkühlung der Beziehung beitrug und ihn auf die Funktion eines Kommandeurs der Militärakademie des Generalstabes beschränkte, die Chruschtschow ebenfalls auflösen wollte. Nach Chruschtschows Sturz kehrte Sacharow als Chef des Generalstabes zurück und bekam mit den Bereichen Abrüstung und internationale Militärhilfe neue wichtige Bereiche zugeordnet. Ein Dauerproblem blieb die Kontrolle des MWD über den vom Generalstab gesteuerten Geheimdienst der Armee GRU. In den späteren 1950er Jahren begann sich Sacharows Gesundheitszustand zu verschlechtern, neben Diabetes trat auch ein Krebsleiden auf, das ihn am 21. September 1971 zum Ruhestand zwang. Nach dem Tod Sacharows wurde seine Urne an der Kremlmauer in Moskau beigesetzt.
Sacharow wurde zweimal mit dem Ehrentitel Held der Sowjetunion (1945, 1971), fünfmal mit dem Leninorden (2 × 1945, 1957, 1958, 1968), mit dem Orden der Oktoberrevolution (1968), viermal mit dem Rotbannerorden (1938, 1942, 1944, 1947), zweimal mit dem Suworow-Orden Erster Klasse (1944, 1945), zweimal mit dem Kutusoworden Erster Klasse (1943, 1944), mit dem Bogdan-Chmelnizki-Orden Erster Klasse (1944), mit dem Orden des Roten Sterns (1939) und weiteren Orden und Medaillen ausgezeichnet.